# Stauros
Stauros (que significa basicamente "poste ou cruz" em grego) é uma banda cristã brasileira de heavy metal/metal progressivo power metal, que surgiu no anos 90.

## História

### Início
O Stauros surgiu quando a "parte pop" da banda Saraterra (que fazia cover de diversas bandas cristãs do país) sai do grupo e decide adotar um estilo mais influenciado pelo rock. A banda foi bem aceita em um festival de música em Santa Catarina e troca o seu nome para Stauros. No mesmo ano de 1995, o grupo grava seu primeiro cd, intitulado Vento Forte.

### Lançamento do álbum "Sentido da Vida", o início do reconhecimento na grande mídia - Era Celso de Freyn
Em 1996, Renatinho deixa os vocais a cargo de Celso de Freyn e passa a se dedicar exclusivamente a guitarra. O grupo assina contrato com a Gospel Records e em 1997 lançam o segundo disco, O Sentido da Vida, que se tornou um marco na cena cristã brasileira com clássicos como "Toda Dor", "Pacto com Deus" e a virtuosa "The Moment". O lançamento é seguido por uma turnê no pais inteiro, e no exterior teve reconhecimento pela imprensa especializada e com músicas incluídas na compilação da revista “Heavens Metal Magazine”.

### Mudança de vocalista - Era César
Em 1999, Celso de Freyn deixa a banda, e é substituído pelo então tecladista da banda, César. Esse é o início da fase de maior projeção do grupo, começando por abrir o show da banda Bride, e lançando os discos Seaquake e Adrift. Em Seaquake o português é trocado pelo inglês como idioma das letras e a sonoridade da banda se consolida mais ainda no metal cristão, vertente que se firmaria também no próximo disco do grupo. Além das mudanças nas letras, o som se torna mais pesado com uma qualidade técnica superior, principalmente por parte do guitarrista Renatinho, músicas como Seaquake, Friendly Hand e Vital Blood tornam-se verdadeiros clássicos.
Adrift, lançado em 2001 de forma independente, segue a mesma linha do disco anterior. Recebe maior reconhecimento da imprensa, que curiosamente o grupo afirma no agradecimento do disco fingir que a banda não existe. O disco é comercializado também em lugares como Argentina, Estados Unidos, Europa e Japão. A formação da banda neste período (1999-2001) era César (Vocais), Renatinho (Guitarras), Alessandro (Guitarras), Venâncio (Baixo) e Alessandro (Bateria).

### Mais mudanças e o retorno de Celso de Freyn
A divergência de pensamentos entre os membros gera a saída de Venâncio (baixista), Alê (baterista) e César (vocal), somente restando os guitarristas Alessandro Lucindo e Renatinho. Em substituição, ingressam no baixo Elias Vasconcelos, Edinho na bateria, e no vocal, o antigo vocalista Celso de Freyn.
Como  resultado da nova formação, em 2002 é lançado o EP Marcas de um Tempo. As letras de todas as canções do disco foram compostas em português, seguindo a linha antiga da banda, antes do álbum Seaquake.

### O fim das atividades
Em 2005 a Stauros encerra suas atividades, após nove anos de carreira. No site oficial da banda, alegaram tê-lo feito por direção de Deus conforme publicado na seguinte nota:
Gostaríamos de informar aos nossos amigos e a todos que admiram nosso trabalho que, por direção de Deus, encerramos as atividades da banda Stauros. Louvamos a Deus pelo tempo em que estivemos juntos, e por todas as oportunidades onde pudemos dar o nosso melhor e nos alegrarmos com toda essa galera do nosso Brasil. Nossa história fica escrita e registrada não só nos nossos CDs, mas nas amizades e relacionamentos construídos nesses 9 anos de estrada. Se fôssemos agradecer a cada pessoa que foi importante nessa caminhada, acabaríamos falhando com alguém, mesmo porque foram muitas pessoas que nos estenderam a mão e nos acolheram. Então estendemos a todos aqui o nosso imenso abraço e um coração cheio de alegria e satisfação por tudo o que realizamos em Deus. Fica no nosso coração um profundo desejo de agradar a Deus em todos os nossos passos, e de entregar a Ele o nosso futuro, vivendo abundantemente para Ele no nosso presente.

### A era "Praise" e o retorno das atividades
No ano de 2008, após os rumores em alguns fóruns e comunidades na internet, é lançado o EP Praise. de forma independente, sem patrocínio de nenhuma gravadora e com apenas duas músicas ("Em Ti" e "Me Entregar"), o EP surpreende e divide os fãs entre controvérsias. A sonoridade leve, os vocais singelos, as guitarras bem comportadas e todo o clima das duas músicas é diferente de tudo o que já se ouviu da banda, e remete ao pop rock, o que desagrada os fãs que haviam visto no EP Marcas de um Tempo, de 2002, um Stauros em plena harmonia com suas origens calcadas no Heavy Metal. Ao mesmo tempo, outros fãs, e novos ouvintes desconhecedores dos antigos trabalhos da banda, simpatizaram com o novo som.
No ano de 2009, mais precisamente em 5 de junho, a banda Stauros fez um show em Curitiba-PR, que contou com a presença de aproximadamente 1000 pessoas. Na ocasião, a banda anunciou oficialmente o novo projeto, intitulado Praise, com o estilo voltado ao Louvor & Adoração.
Ainda no segundo semestre de 2009 o álbum Praise (mesmo nome do EP lançado no ano anterior) vem a público. Composto por 11 faixas, uma das quais sendo instrumental (a 11ª, intitulada "Alto Preço"), e trazendo as 2 faixas do EP anterior, o novo álbum marca a mais radical mudança de sonoridade já feita pela banda em sua discografia. Toda a renda adquirida com as vendas dos CDs foram destinadas para abençoar crianças carentes de um orfanato - afirmou Renatinho em entrevista ao blog Rock Grafia.

### Novos singles
Em 2012, a banda lança dois singles, Distante e Quem, como uma prévia de um possível álbum inédito que ainda estava para ser produzido. No entanto, após o lançamento desses dois singles, a banda entra em hiato novamente, alegando dificuldade para conciliar agenda entre os integrantes do grupo.

### Consolidação de Celso de Freyn - Era "Vale das Sombras"

#### EP "Marcas da Desilusão"
No fim de 2013, Celso de Freyn retorna à banda novamente, e juntamente com o guitarrista Renatinho, voltam a compor, e começam a planejar um EP com músicas inéditas. Logo, Alessandro se junta aos dois e os três oficialmente retornam com as atividades da banda, lançando 3 singles: Não Desista, Estrada de Sangue e Esperando em Ti, que fazem parte do novo EP da banda, intitulado Marcas da Desilusão, lançado no início de 2014.

#### Álbum "Vale das Sombras"
Após alcançar um resultado coeso com o EP Marcas da Desilusão, a banda avança nas composições e na produção de um novo álbum intitulado Vale das Sombras, que traria todas as músicas do EP "Marcas da Desilusão" e mais algumas novas, totalizando 11 faixas. Lançado de forma independente, a banda iniciou a pré-venda do CD no segundo semestre de 2014 e finalmente em dezembro do mesmo ano o álbum foi lançado, refletindo bem a evolução técnica do grupo, mostrando muito peso e técnica tanto vocal como instrumental, segundo alguns foi o melhor disco produzido pela banda. Outros arriscam dizer ainda que é melhor que o clássico "O Sentido da Vida".

### Primeiro DVD oficial

#### Gravação
No dia 25 de setembro de 2015 a banda realizou a gravação de seu primeiro DVD oficial em Itajaí, Santa Catarina, cidade onde tudo começou. No mesmo ano a banda comemora aniversário de 20 anos de carreira. O registro contou com a presença de JT, vocalista da banda Metal Nobre e também de Rodrigo Godoy, vocalista da banda Efrata. No setlist estão todas as músicas do álbum "Vale das Sombras" (exceto "City of Refuge") e também todas do EP "Marcas de Um Tempo".

#### Lançamento
O DVD entrou em pré-venda antes mesmo da gravação em setembro de 2015 e teve término no dia 20 de fevereiro de 2016, quando a banda já estava com todo material finalizado, pronto para envio aos compradores e também disponível para compra imediata.

## Integrantes
Atuais
- Renatinho - guitarra (1995-2005; 2008-2010; 2012; 2013-atualmente) e vocal (1995-1996; 2008-2010)
- Alessandro Lucindo - guitarra (1995-2005; 2008-2010; 2012; 2013-atualmente) e vocal (2008-2010)
- Celso de Freyn - vocal (1996-1999; 2002-2005; 2013-atualmente)
- Ozéias Rodrigues - baixo (2014-atualmente)
- Lucas Fontana - bateria (2014-atualmente)

Ex-integrantes
- Carlos César - teclado (1995-1999) e vocal (1999-2002; 2012)
- Venâncio - baixo (1995-2002; 2012)
- Alê Werner - bateria (1995-2002; 2012)
- Elias Vasconcelos - baixo (2002-2005; 2008-2010)
- Edinho - bateria (2002-2005)
- Ulisses - bateria (2008-2010)
- Luiz Fernando - vocal (2008-2010)

## Discografia
- 1995: Vento Forte
- 1997: O Sentido da Vida
- 2000: Seaquake
- 2001: Adrift
- 2002: Marcas de um Tempo
- 2009: Praise
- 2014: Marcas da Desilusão
- 2014: Vale das Sombras
- 2016: Vale das Sombras ao Vivo

## Videografia
- 2016: Vale das Sombras ao Vivo